# Walter R. Miller
Walter Richard Samuel Miller (1872-1952) est un missionnaire britannique, actif au Nigéria pendant la première moitié du XXe siècle. Il est le principal auteur de la première traduction intégrale de la Bible en langue haoussa.

## Biographie
Né le 22 mars 1872 dans une famille anglicane, il se destine très jeune à une vie de missionnaire et étudie l'arabe et le haoussa au Caire, puis à Tripoli en vue d'évangéliser le Nord du Nigéria. Membre de la Church Missionary Society, arrivé à Lagos à Noël 1899, il se rend à Kano, mais l'émir de cette ville n'accepte pas que des missionnaires chrétiens s'y établissent. Il s'établit finalement à Zaria en 1902 avec un autre missionnaire, George Bargery (en). Sa sœur Ethel Miller le rejoint quelque temps plus tard. Il ouvre un dispensaire et une école. En 1929, le nouvel émir demande à la mission chrétienne de quitter Zaria pour Wusasa (en). Miller traduit peu à peu la Bible en haoussa, celle-ci étant publiée pour la première fois en version intégrale dans cette langue en 1932. Il quitte la Church Missionary Society en 1935 et s'installe à Jos ; il se consacre à l'enseignement du haoussa et à l'écriture jusqu'à sa mort en 1952. 

## Œuvres
- (en) W. R. S. Miller, Walter Miller: An Autobiography 1872-1952, Londres, CMS, 1952
- (en) W. R. S. Miller, Reflections of a Pioneer, Londres, CMS, 1936